# Sainte-Colombe, Seine-Maritime

Sainte-Colombe este o comună în departamentul Seine-Maritime, Franța. În 1 ianuarie 2022 avea o populație de 222 de locuitori.